# Liquid Sky
Liquid Sky ist ein US-amerikanischer Science-Fiction-Film des russischstämmigen Regisseurs Slava Tsukerman aus dem Jahr 1982. Er verbindet Elemente des SF-Films mit der visuellen Ästhetik und Musik der New-Wave-Ära.

## Handlung
Ein Miniatur-UFO landet auf einer Dachwohnung im New Yorker Greenwich Village. Die Wohnung gehört der mit Drogen handelnden Musikerin Adrian und ihrer Freundin, dem androgynen Model Margaret, die beide Teil der New Yorker New-Wave-Szene sind. Die Sexualpartner der promiskuitiven Margaret sterben plötzlich durch kristalline Pfeile, die sich in den Kopf der Opfer bohren, angefangen mit ihrem ehemaligen Schauspiellehrer Owen. Beobachtet werden die Geschehnisse von dem aus West-Berlin angereisten Wissenschaftler Johann, der den Außerirdischen auf der Spur ist und die Theorie aufgestellt hat, dass diese sich von bei Sex und Drogenkonsum freigesetzten Endorphinen ernähren. Margarets Wege kreuzen sich mit denen des heroinsüchtigen Schriftstellers Paul, der ebenso beim Sex mit ihr ums Leben kommt wie das schwule männliche Model Jimmy und Adrian. Nach Adrians Tod begreift sie, dass sie stets nur bereitwillig die Rollen ausfüllte, die andere ihr vorgaben, ob als junge Frau in ihrem bürgerlichen Elternhaus in Connecticut oder als Schauspielschülerin und Model in New York. Sie steigert sich in die Vorstellung hinein, dass die unsichtbare Macht, die für die gewaltsamen Tode verantwortlich ist, sie aus ihrem Dasein befreien wird. Johann, der Margaret in Gefahr glaubt, dringt in ihr Apartment ein, um sie vor den Außerirdischen auf dem Wohnungsdach zu warnen. Margaret ersticht ihn, weil sie ihn als Hindernis zwischen sich und ihrem „Erretter“ ansieht. Als das UFO sich anschickt, davonzufliegen, setzt Margaret sich eine Dosis Heroin. Ein von den Außerirdischen ausgesandter Strahl „saugt“ die ekstatisch tanzende Margaret ein, dann verschwindet das Raumschiff in den Nachthimmel.

## Hintergrund
Der Filmtitel Liquid Sky bezieht sich auf den US-amerikanischen Slang-Begriff für Heroin.
Tsukerman begegnete der damaligen Kunststudentin Anne Carlisle während des Castings zu dem Filmprojekt „Sweet 16“. Da die zugesagten Gelder auf sich warten ließen, arbeiteten Tsukermans Frau Nina V. Kerova und Carlisle an einem neuen Script. „Sweet 16“ scheiterte an der Finanzierung, und Tsukerman beschloss, Kerovas und Carlisles Script zu einem Drehbuch auszubauen, das die Grundlage für Liquid Sky bilden sollte. Liquid Sky entstand mit einem Budget von 500.000 US-Dollar, und einige Szenen wurden in Carlisles damaligem Apartment gedreht.
Liquid Sky lief erstmals im August 1982 auf dem Montréal World Film Festival. In den US-amerikanischen Kinos startete der Film am 15. April 1983, in der BRD am 14. Oktober desselben Jahres.
Ein wesentliches Gestaltungselement des Filmes ist seine der New-Wave-Ära verhaftete Ästhetik, vor allem in den Kostümen und der Filmmusik, die aus minimalistischen Synthesizerklängen besteht. Diese beinhaltet neben Originalkompositionen Interpretationen von Marin Maraises Sonnerie de Ste-Geneviève du Mont-de-Paris, Carl Orffs Trionfo di Afrodite und Anthony Philip Heinrichs Laurel Waltz.
Co-Autorin Anne Carlisle veröffentlichte im Jahr 1987 einen gleichnamigen Roman nach dem Film bei Doubleday Dolphin Books.

## Kritik
Die Kritikermeinung in den USA war mehrheitlich positiv, herausgehoben wurde vor allem der Stilwillen. „Die Handlung ist nicht der größte Pluspunkt des Films“, schrieb die New York Times zum Filmstart, lobte aber: „Optisch grell und fesselnd, samt einem abwechslungs- und anspielungsreichen elektronischen Soundtrack, ist der Film voller ins Auge springender Bilder.“
Das Lexikon des internationalen Films urteilte zurückhaltender: „Krude, aber weitgehend unterhaltsame Mischung aus Science-Fiction-Parodie, Märchen und musikalischer Beschreibung des New Yorker New-Wave-Milieus, die vor allem als Zeitdokument von Interesse ist.“
Geteilte Ansichten herrschten auch zwischen der englischsprachigen und deutschen Science-Fiction-Presse. Während Phil Hardys Enzyklopädie den Film als „auf großartige Weise pervers“ und „aufsehenerregend“ bezeichnete, erhielt er von Ronald M. Hahn und Volker Jansen lediglich das Siegel „modischer Schnickschnack“.